# Palena (ort)
Palena är en ort i Chile.   Den ligger i provinsen Provincia de Palena och regionen Región de Los Lagos, i den södra delen av landet, 1 100 km söder om huvudstaden Santiago de Chile. Palena ligger 262 meter över havet och antalet invånare är 1 690.
Terrängen runt Palena är bergig åt sydväst, men åt nordost är den kuperad. Palena ligger nere i en dal. Trakten runt Palena är nära nog obefolkad, med mindre än två invånare per kvadratkilometer.. Det finns inga andra samhällen i närheten. 
I omgivningarna runt Palena växer i huvudsak blandskog.